# Премія Бальцана
Міжнародний фонд Премії Бальцана вручає щорічну грошову премію людям чи організаціям, що зробили визначний внесок у гуманітарних та природничих науках, культурі, а також боротьбі за мир та братерство.

## Нагороди

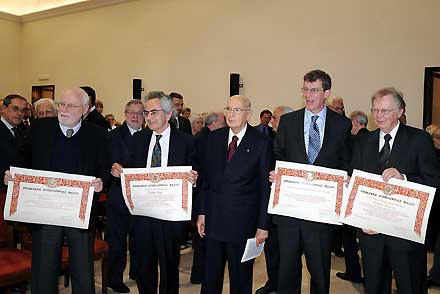
Лауреати Премії Бальцана 2008 з президентом Італії Джорджо Наполітано

Кожного року фонд обирає сфери, у яких відбуватиметься вручення премій наступного року, та визначає розмір премії. Зазвичай це оголошується у травні, а лауреати визначаються у вересні наступного року. Від 2001 року грошова премія виросла до 1 млн швейцарських франків; половина суми використовується на фондування проєктів молодих дослідників.
До комітету Премії Бальцана входить двадцять членів із престижних наукових кіл Європи.
Активи фонду започаткував італієць Еугеніо Бальцан (1874–1953), співвласник Корр'єре делла Сера, який інвестував свої кошти у Швейцарії і 1933 року покинув Італію, протестуючи проти фашизму. Він залишив значний спадок своїй доньці Ангелі Ліні Бальцан (1892–1956), у якої була невиліковна хвороба. Перед смертю вона залишила розпорядження фонду; фонд має дві штаб-квартири: премії вручаються з Мілану, керівництво фонду знаходиться в Цюриху.
Першу премію у розмірі 1 млн швейцарських франків отримав Нобелівський фонд 1961 року.
Отримувачі усіх чотирьох Премій Бальцана обираються одним комітетом.

## Категорії
З 1978 року щорічно вручають чотири премії. Сфери, у яких вручається премія, щороку змінюються і можуть бути спеціальними або міждисциплінарними.